# Éric Srecki
Éric Claude François Srecki (Béthune, 1964. július 2. –) olimpiai és világbajnok francia párbajtőrvívó.